# Blephilia
Blephilia är ett släkte av kransblommiga växter. Blephilia ingår i familjen kransblommiga.
Kladogram enligt Catalogue of Life:
| Blephilia | \| \| Blephilia ciliata \| \| \| \| \| \| Blephilia hirsuta \| \| \| \| \| \| Blephilia subnuda \| \| \| \| |
|           | \| \| Blephilia ciliata \| \| \| \| \| \| Blephilia hirsuta \| \| \| \| \| \| Blephilia subnuda \| \| \| \| |
|           | Blephilia ciliata                                                                                           |
|           | |
|           | Blephilia hirsuta                                                                                           |
|           | |
|           | Blephilia subnuda                                                                                           |
|           | |